# Kiril Metkow
Kiril Metkow (* 1. Februar 1965 in Sofia) ist ein ehemaliger bulgarischer Fußballspieler. Metkow war ein guter Passspieler und Dribbler. Er begann 1983 seine Fußballkarriere und während seiner Laufbahn spielte er für ZSKA Sofia, Gamba Osaka und Slawia Sofia, bevor er 1996 seine Karriere 1996 beendete.

## Titel und Erfolge
ZSKA Sofia
- A Grupa (1): 1991/92
- Bulgarischer Fußballpokal (1): 1992/93